# Structure intégrée du maintien en condition opérationnelle des matériels terrestres
La Structure intégrée du maintien en condition opérationnelle des matériels terrestres (SIMMT) est un service de l'Armée de terre française placé sous l'autorité d'un directeur central et relevant du chef d'état-major de l'Armée de terre. Son comité directeur est présidé par le chef d’État-Major des armées et chargé de proposer la politique, de fixer les orientations et d'organiser les missions liées au maintien en condition opérationnelle des matériels terrestres des armées et services.

## Mission
Pour permettre aux armées et services interarmées de disposer des matériels terrestres dont ils ont besoin pour se préparer et remplir leur contrat opérationnel, la SIMMT doit :
- garantir la mise à disposition des équipements en service et en maîtriser les coûts de MCO ;
- assurer le maintien du potentiel des parcs pendant tout leur stade d'utilisation ;
- garantir la cohérence des actions de MCO et proposer les actions correspondantes ;
- assurer la gestion des matériels et de leur configuration, procéder à leur élimination ;
- acquérir certains matériels hors du périmètre de la direction générale de l'Armement (DGA).

La SIMMT est chargée pour remplir ses missions :
- de la politique du MCO des matériels terrestres et préparation de l'avenir ;
- de la gestion des matériels complets et des rechanges ;
- du pilotage du soutien des matériels terrestres ;
- de l'acquisition de matériels complets, de rechange, d'équipements techniques, d'outillage et de prestations de MCO ;
- de la programmation et la gestion budgétaire et financière ;
- de la qualité, la prévention, la maîtrise des risques et la protection de l'environnement ;
- des systèmes d'information.

## Composition
La SIMMT comprend une direction centrale installée à Versailleset des sections d'expertise technique du MCO-T (SETM) co-localisées avec des formations du service de la maintenance industrielle terrestre (SMITer).

## Les directeurs centraux de la SIMMT
- 2010-2012  : général de corps d'armée Tristan Verna
- 2012-2016  : général de corps d'armée Jean-Yves Dominguez
- 2016-2020  : général de corps d'armée Francis Autran
- 2020-2024 : général de corps d'armée Christian Jouslin de Noray
- depuis 2024  : général de corps d'armée Richard Ohnet